# Clidemia tillettii
Clidemia tillettii är en tvåhjärtbladig växtart som beskrevs av John Julius Wurdack. Clidemia tillettii ingår i släktet Clidemia och familjen Melastomataceae. Inga underarter finns listade i Catalogue of Life.